# لیبسهاوزن
لیبسهاوزن (به آلمانی: Liebshausen) یک شهر در آلمان است که در راین-هونسروک واقع شده‌است. لیبسهاوزن ۵۱۹ نفر جمعیت دارد.